# ARNES
ARNES (angleška kratica Academic and Research Network of Slovenia - Akademsko raziskovalno omrežje Slovenije) je javni zavod, ki skrbi za načrtovanje, organiziranje in upravljanje računalniških povezav med organizacijami s področja raziskovanja, razvoja, izobraževanja in kulture, za povezovanje v izobraževalna in raziskovalna omrežja v drugih državah in s tem posredno tudi v internet. ARNES upravlja z domeno .si.
Zavod je bil ustanovljen leta 1992.
Arnes dela na treh glavnih področjih:
- raziskovalna infrastruktura,
- komunikacijsko-informacijska infrastruktura za vzgojno-izobraževalne zavode in
- strateške funkcije, ki jih želi država obdržati. To so register domen, preslikava med IP-številkami in spletnimi naslovi, vodenje Si-CERT-a.

Od ustanovitve naprej je direktor Marko Bonač.
Leta 2014 je Arnes prejel medaljo za zasluge pri razvoju in uvajanju novih informacijsko-komunikacijskih tehnologij v Sloveniji.